# 札幌ラーメン横丁
札幌ラーメン横丁（さっぽろラーメンよこちょう）は、北海道札幌市中央区のすすきの地区にあるラーメン店街である。
元祖さっぽろ ラーメン横丁（1971年開業）とさっぽろ名所 新ラーメン横丁（1976年開業）の2つが存在するが、互いに関係はない。

## 元祖さっぽろラーメン横丁

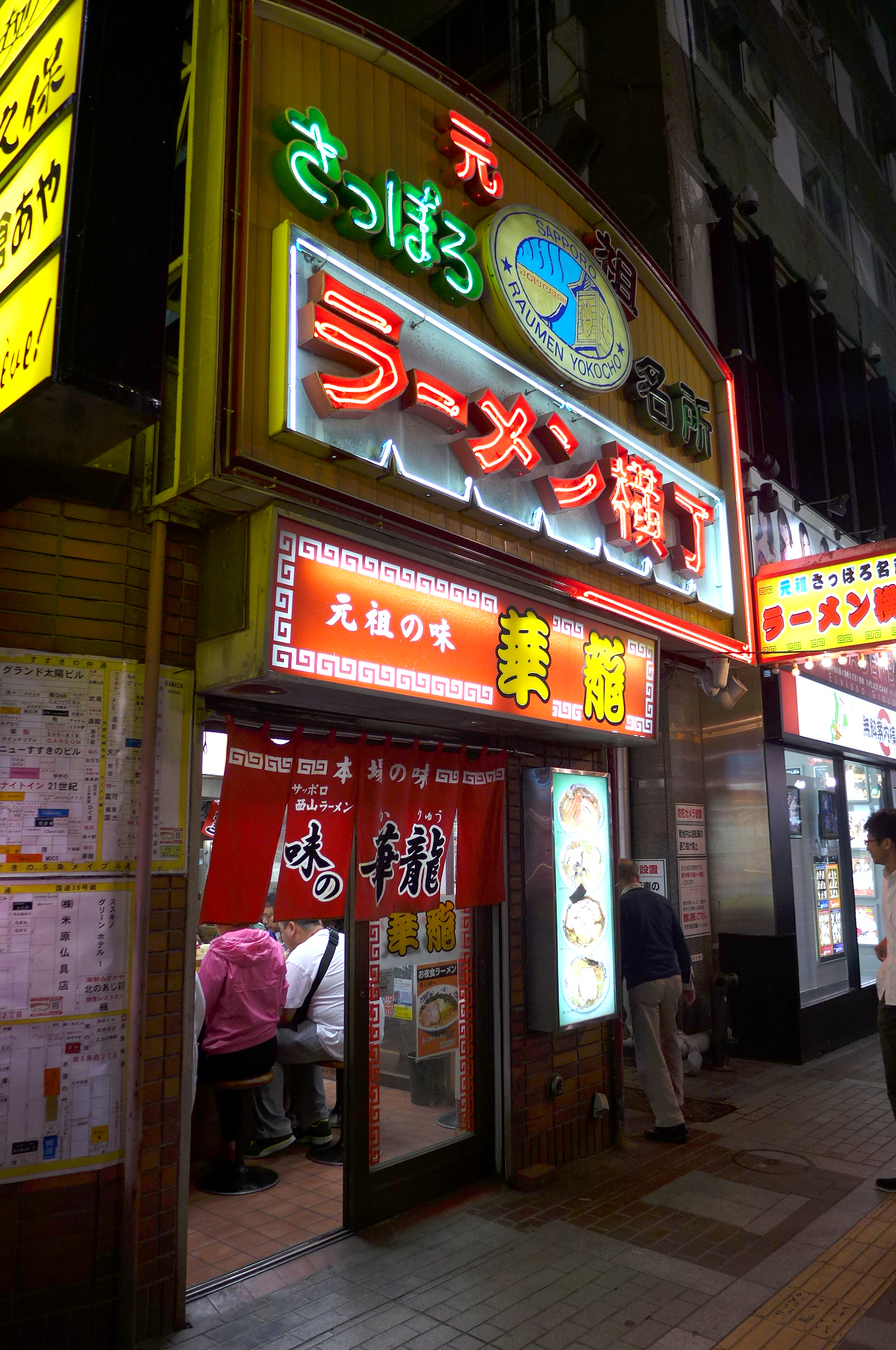

### 所在地
札幌市中央区南5条西3丁目 N・グランデビル（旧：第4グリーンビル）（北緯43度3分17.16秒 東経141度21分15.48秒 / 北緯43.0547667度 東経141.3543000度）

### 店舗
2019年5月末現在
- 元祖鮭ぶしらーめん 一蔵
- 味の華龍
- 札幌の味 喜龍
- 麺屋 國光
- 札幌ラーメン 熊吉
- 麺処 白樺山荘
- しみじみ
- 弟子屈ラーメン
- ドラムカンスープ 天鳳
- 特一富屋

- 四代目とらや食堂
- 麺処 とりぱん
- 札幌ラーメン 悠－はるか－
- 二代目萬来軒
- 倍煎舎
- ひぐま 横丁本店
- 札幌ラーメン北斎

## さっぽろ名所 新ラーメン横丁

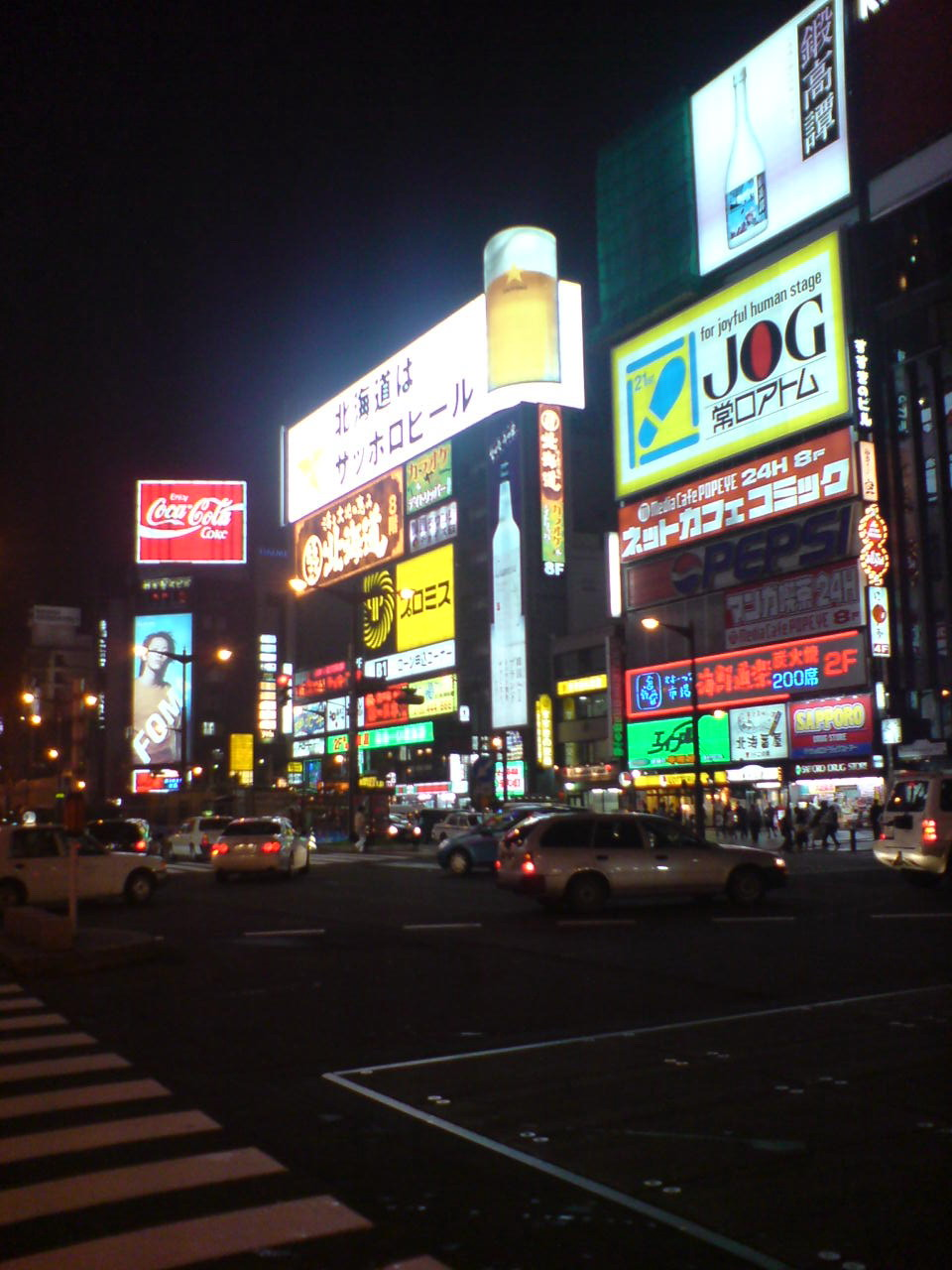
さっぽろ名所 新ラーメン横丁がある第3グリーンビル（「北海道はサッポロビール」の看板があるビル）。

### 所在地
札幌市中央区南4条西3丁目 第3グリーンビル（北緯43度3分19.36秒 東経141度21分14.99秒 / 北緯43.0553778度 東経141.3541639度）

### 店舗
2019年5月現在
- ふじ屋 NOODLE
- 元祖札幌ラーメンもぐら
- 味一番つばさ新ラーメン横丁店
- 赤れんがラーメン南4条店
- ラーメン・中華 いそちゃん

## アクセス
- 札幌市営地下鉄南北線 すすきの駅下車